# 시이역 (큐슈여객철도)
시이역(일본어: 志井駅)은 일본 후쿠오카현 기타큐슈시 고쿠라미나미구에 위치한 큐슈여객철도 소속 철도역이며, 히타히코산 선의 정차역이다.

## 역 구조
상대식 홈 2면 2선의 지상역으로, 홈과 홈 사이는 다리로 연락하고 있다. JR큐슈의 특정도구 시내 제도 상에서 「기타큐슈 시내」의 역이다.

## 인접 역
| 히타히코산 선      | 히타히코산 선   | 히타히코산 선            |
| ------------------ | --------------- | ------------------------ |
| 시이코엔 조노 방면 | ■ 히타히코산 선 | 이시하라마치 요아케 방면 |